# Voyage to the Crystal Grotto
Voyage to the Crystal Grotto est une attraction de type tow boat ride du parc Shanghai Disneyland. Unique au parc elle est la première à proposer un parcours en bateau passant dans un château de Disney. Elle ouvre avec le reste du parc le 16 juin 2016.
De par son concept, elle se rapproche des attractions Jungle Cruise, Storybook Land Canal à Disneyland et Le Pays des Contes de Fées à Disneyland Paris.

## Parcours
La barque emmène les voyageurs au travers d'un jardin de sculptures représentant les personnages de Disney dont La Belle et la Bête, Aladdin, Fantasia (l'apprenti sorcier), Raiponce, Mulan et la Petite Sirène,. Ensuite, la barque passe dans une salle située sous l'Enchanted Storybook Castle qui comprend des effets spéciaux avec de la musique, de l'eau et des fontaines lumineuses,.

## L'attraction
Cette attraction bénéficie du système Disney Premier Access
- Ouverture : 16 juin 2016 (avec le parc)
- Type d'attraction : balade fluviale en barque

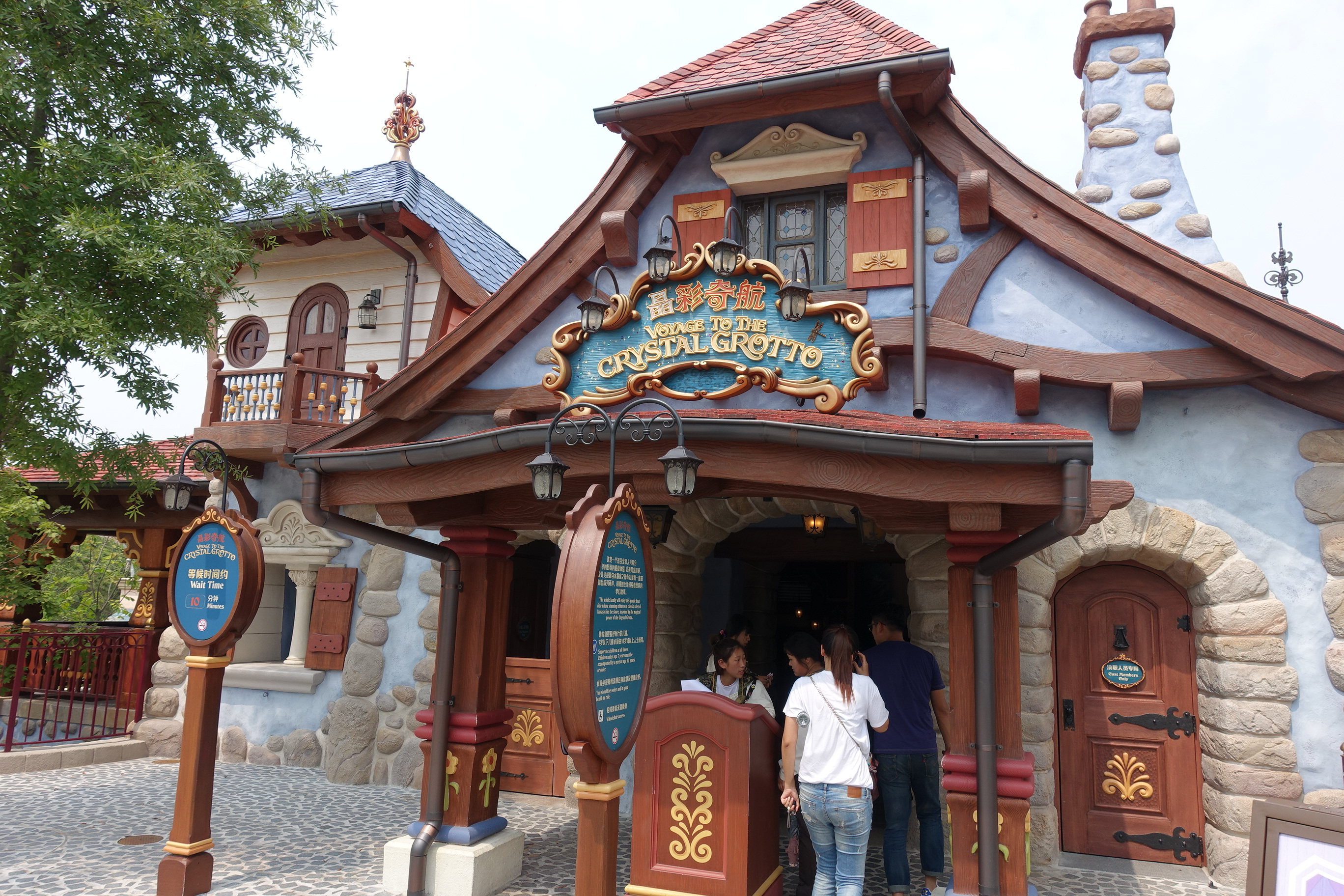
Entrée de l'attraction.
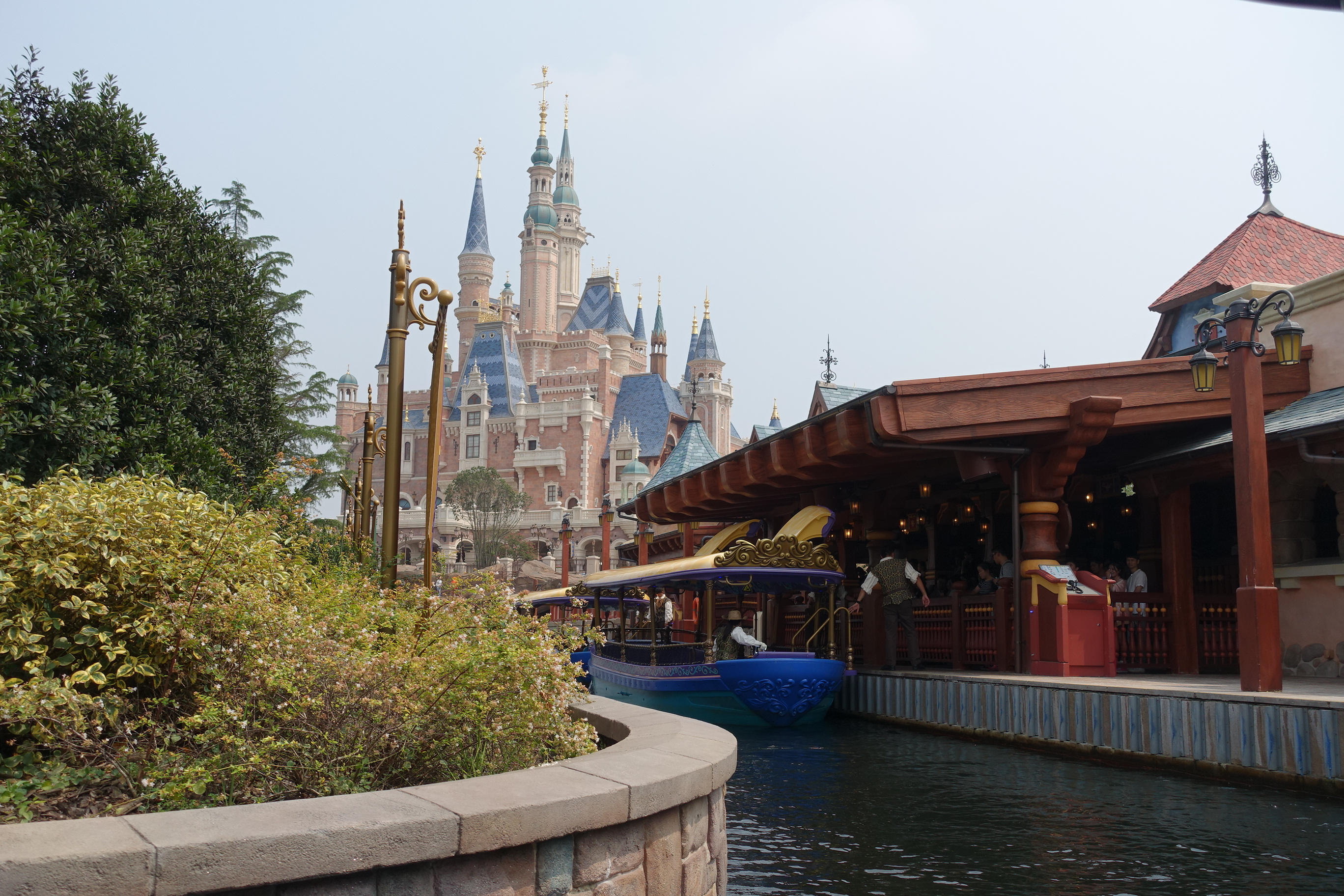
Quai d'embarquement avec vue sur le Château
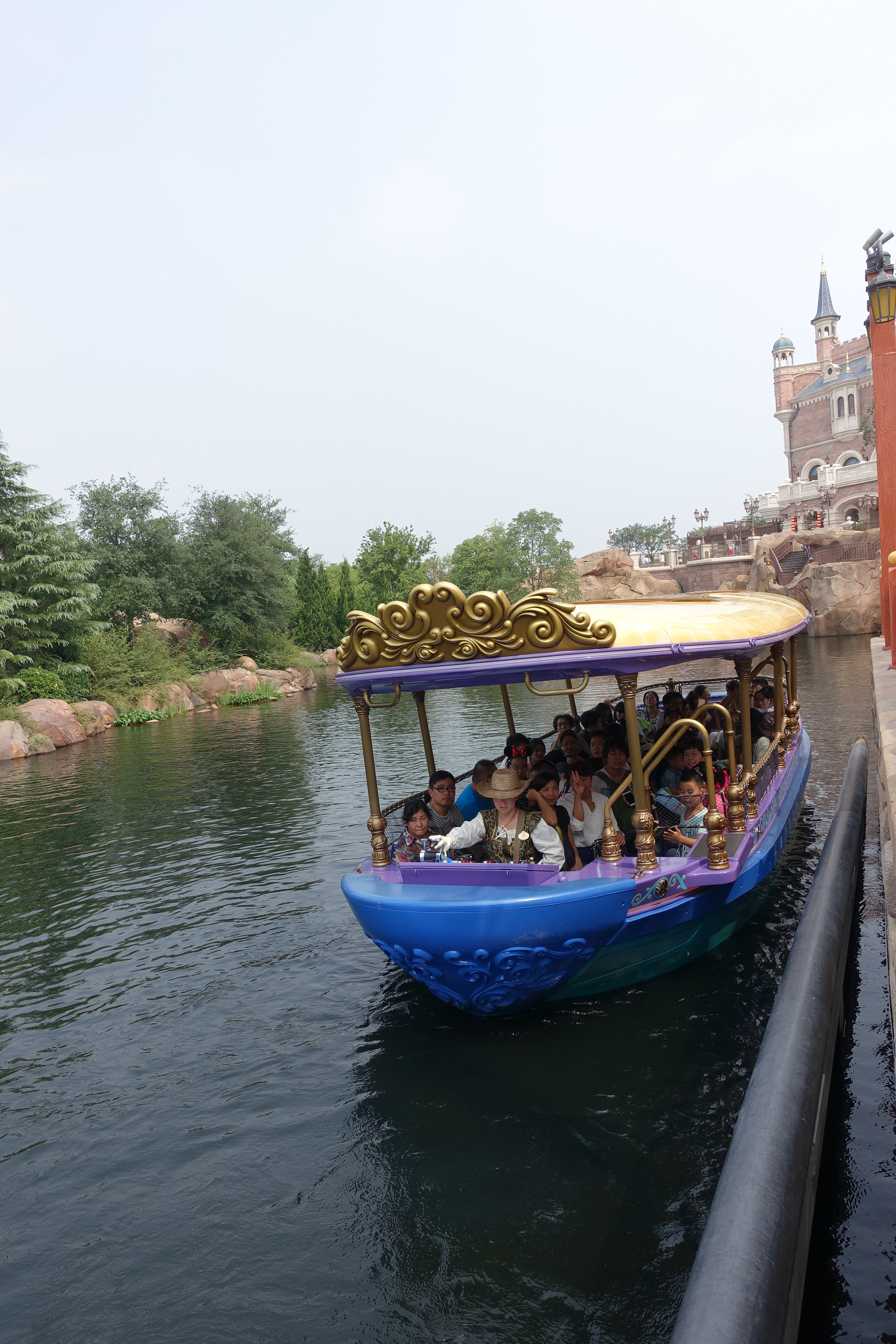
Embarcation
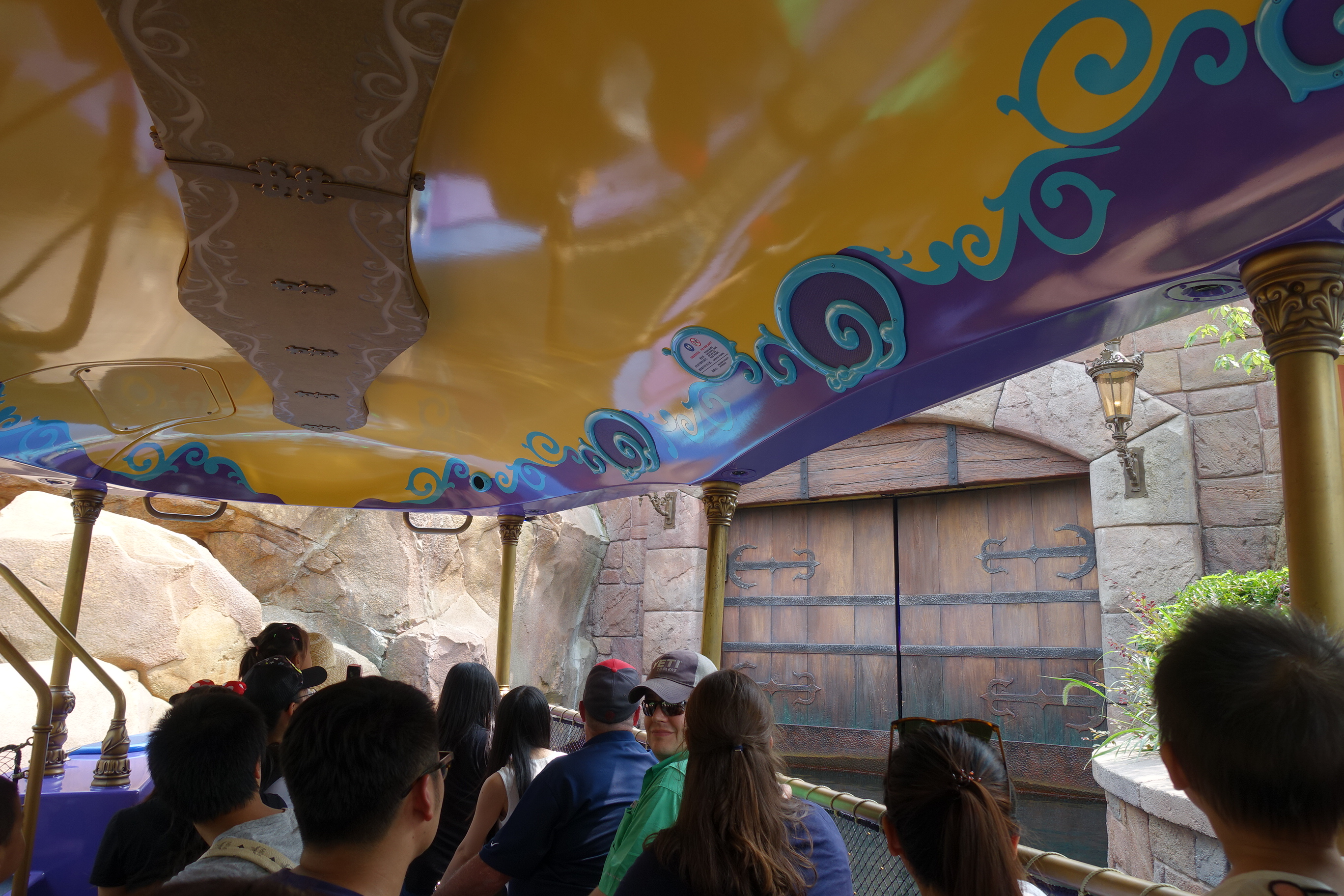
Entrée de l'embarcation sous le château.
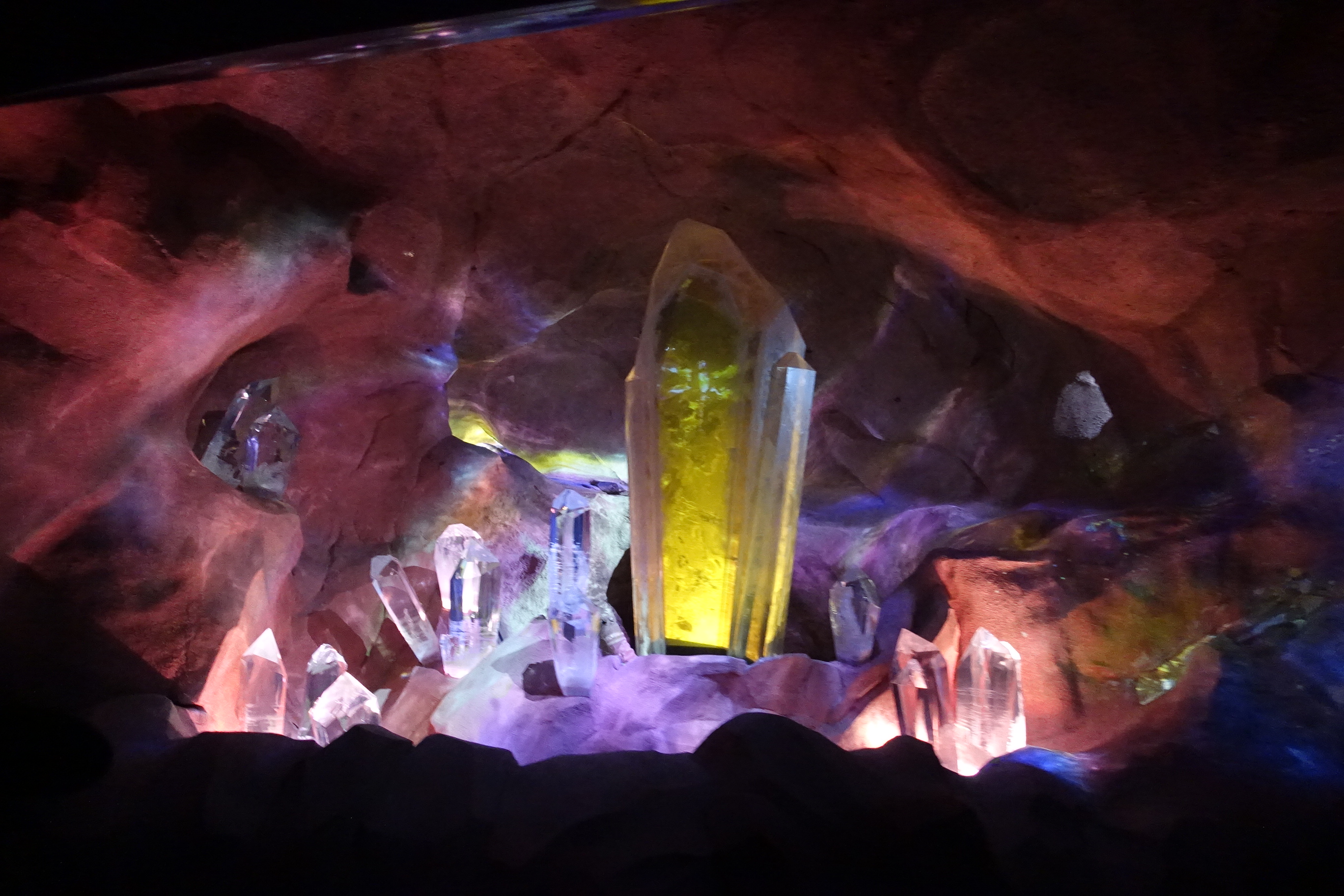
Décors à l'intérieur de la grotte de cristaux.